# مارك بويل (لاعب سنوكر)
مارك بويل (بالإنجليزية: Mark Boyle)‏ هو لاعب سنوكر بريطاني، ولد في 19 فبراير 1981 في اسكتلندا في المملكة المتحدة.

## روابط خارجية
- مارك بويل على موقع CueTracker.net (الإنجليزية)